# 강제노동 폐지 협약

강제노동 폐지 협약의 비준국 현황

강제노동 폐지 협약(Abolition of Forced Labour Convention, 1957)은 국제 노동 기구의 제105호 협약으로, 국제 노동 기구의 8대 핵심 협약 중 하나이다. 1957년 제네바에서 열린 국제노동기구 이사회에서 채택되었고, 1959년 1월 17일 발효되었다. 2020년 11월 현재 176개국이 비준하였다.
이 협약은 1930년에 체결된 강제노동 협약을 보충하는 역할을 하고 있다.

## 대한민국의 강제노동폐지협약 미비준 사유
대한민국 정부는 국제노동기구 핵심협약 비준을 추진하면서 이 협약은 비준 대상에서 제외하였다. 국가보안법이나 집회 및 시위에 관한 법률에서 징역형을 부과하는 것이 정치적 견해에 따른 처벌로서의 강제노역 금지 원칙에 배치된다는 점에서 형벌체계와 부합하지 않는다는 것을 비준 제외 사유로 삼았다.

## 주요 내용
다음 형태의 노동이 강제노동으로 금지된다:
- 정치적 강압, 교화 및 정치적 견해나 기존의 정치·사회·경제 체제에 이념적으로 반대되는 견해를 갖거나 표명하는 것에 대한 처벌로서의 노역
- 경제 개발의 목적으로 노동력을 동원하고 이용하는 것
- 노동교화의 수단
- 파업에 참여한 것에 대한 처벌 수단으로서의 노역
- 인종, 사회적, 국적이나 종교적 차별의 수단으로서의 노역